# Apollonide di Cizico
Apollonide, nota come Apollonide di Cizico (Cizico, 239 a.C. – ...), è stata una nobile greca antica.
Andò in sposa al monarca pergameno Attalo I, dal quale ebbe 4 figli. A lei è dedicata la città di Apollonidea di Lidia.